# UAE Cup 2015
La 1re édition de l'UAE Cup a eu lieu le 2 décembre 2015. La course fait partie du calendrier UCI Asia Tour 2015 en catégorie 1.2.
L'épreuve a été remportée en solitaire par le Tunisien Maher Hasnaoui (Skydive Dubai-Al Ahli Club) qui s'impose de douze secondes devant un groupe de onze coureurs réglé au sprint par son coéquipier le Marocain Soufiane Haddi devant un autre Marocain, Essaïd Abelouache (Équipe nationale du Maroc).

## Présentation

### Équipes
Classé en catégorie 2.2 de l'UCI Asia Tour, l'UAE Cup est par conséquent ouvert aux équipes continentales professionnelles philippines, aux équipes continentales, aux équipes nationales, aux équipes régionales et de clubs et aux équipes mixtes.

## Classements

### Classement final
| Classement final | Classement final             | Classement final | Classement final              | Classement final   |
|                  | Coureur                      | Pays             | Équipe                        | Temps              |
| ---------------- | ---------------------------- | ---------------- | ----------------------------- | ------------------ |
| 1er              | Maher Hasnaoui               | Tunisie          | Skydive Dubai-Al Ahli Club    | en 2 h 54 min 44 s |
| 2e               | Soufiane Haddi               | Maroc            | Skydive Dubai-Al Ahli Club    | + 12 s             |
| 3e               | Essaïd Abelouache            | Maroc            | Équipe nationale du Maroc     | + 12 s             |
| 4e               | Nebojša Jovanović            | Serbie           | Kuwait Project                | + 12 s             |
| 5e               | Andrea Palini                | Italie           | Skydive Dubai-Al Ahli Club    | + 12 s             |
| 6e               | Jonathan Breyne              | Belgique         | Veranclassic-Ekoï             | + 12 s             |
| 7e               | Nur Amirul Fakhruddin Mazuki | Malaisie         | Terengganu                    | + 12 s             |
| 8e               | Abdelati Saadoune            | Maroc            | Al Marakeb                    | + 12 s             |
| 9e               | Ko Siu Wai                   | Hong Kong        | Équipe nationale de Hong Kong | + 12 s             |
| 10e              | Azzedine Lagab               | Algérie          | Équipe nationale d'Algérie    | + 12 s             |
| modifier         |                              |                  |                               |                    |

### UCI Asia Tour
Cet UAE Cup attribue des points pour l'UCI Asia Tour 2015, par équipes seulement aux coureurs des équipes continentales professionnelles et continentales, individuellement à tous les coureurs sauf ceux faisant partie d'une équipe ayant un label WorldTeam.
| Position,          | 1er | 2e | 3e | 4e | 5e | 6e | 7e | 8e |
| Classement général | 40  | 30 | 16 | 12 | 10 | 8  | 6  | 3  |